# Градация
Градация, или климакс (от др.-греч. κλῖμαξ, букв. «лестница») — фигура речи, состоящая в таком расположении частей высказывания, относящихся к одному предмету, что каждая последующая часть оказывается более насыщенной, более выразительной или впечатляющей, чем предыдущая.
Термин заимствован у греческих грамматиков. Противоположное — ретардация (антиклимакс). Во многих случаях ощущение нарастания эмоциональной содержательности и насыщенности связано не столько со смысловым нарастанием, сколько с синтаксическими особенностями строения фразы.
В музыке аналогичное явление обозначают термином креще́ндо.

## Примеры
И где ж Мазепа? где злодей?

Куда бежал Иуда в страхе?
— А. С. Пушкин. Полтава

Минуту!.. вспыхнули! пылают — легкий дым
— А. С. Пушкин. Сожжённое письмо

В заботе сладостно-туманной

Не час, не день, не год уйдёт…
— Е. А. Баратынский. Скульптор